# Manningtree
Manningtree este un oraș în comitatul Essex, regiunea East, Anglia. Orașul aparține districtului Tendring. 